# Famille d'Avise
La famille d'Avise, parfois Davise, en latin de Avisio, est une famille noble originaire d'Avise, dans le Valgrisenche, en Vallée d'Aoste.

## Histoire
La famille est considérée comme « l’une des plus anciennes et puissantes de la Vallée d'Aoste ». Les premiers membres sont mentionnés à partir du XIe siècle, avec le chevalier Hugues, lors d'une reconnaissance de fiefs, en 1091, auprès de l'empereur du Saint-Empire, Henry IV.
Les fils d'Antoine d'Avise donnent naissance, en 14898, à quatre branches :
- les seigneurs de Valgrisenche et Montmeilleur ;
- les seigneurs d'Avise ;
- les seigneirs de Runaz ;
- les seigneurs de Planaval et de leverogne.

La seigneurie d'Avise est érigée en baronnie par lettres patentes du duc Victor-Amédée Ier du 14 octobre 1663.
À l'extinction de la famille, au VIIe siècle, les propriétés passent à famille de Blonay. Le sénateur Prosper-Nicolas d'Avise, seigneur de Lyverogne et Planaval, meurt en 1645 et ses biens passent aux deus fils de sa sœur Marie-Sébastienne, qui a épousé le baron Jacques de Blonay.

## Personnalités
La famille compte plusieurs membres ayant occupé des offices au service duc de Savoie.
- Jacquemin (moitié du XIVe siècle), procureur de Savoie.
- plusieurs vice-baillis :
  - Théodule, fils de Rolet, en 1479,
  - François, fils de Jean l’ancien, en 1482,
  - Pierre, fils naturel de Boniface, en 1525.
- trois sénateurs au Sénat de Savoie :
  - Jean (1537-1569),
  - Nicolas (1564-1614), fils du précédent,
    - Prosper-Nicolas (1586-1645), fils du précédent, baron.
- Claude (début du XVIIe siècle), fils de Jean, procureur du Duché.

La famille compte plusieurs ecclésiastiques.
- Arnulphe d'Avise (XIIe siècle) évêque d'Aoste (1149-1159).
- chanoines de la cathédrale d'Aoste : Aymon d'Hugone et Anselme de Pierre (XIVe siècle), Antoine de Boniface (XVe siècle), Antoine de François (XVIe siècle) qui devient prévôt, et Rodolphe fils de Théodule (XVIIe siècle).
- Hugues d'Avise (XIIe siècle), évêque d'Aoste (1147), semble également appartenir à cette famille.

## Propriétés

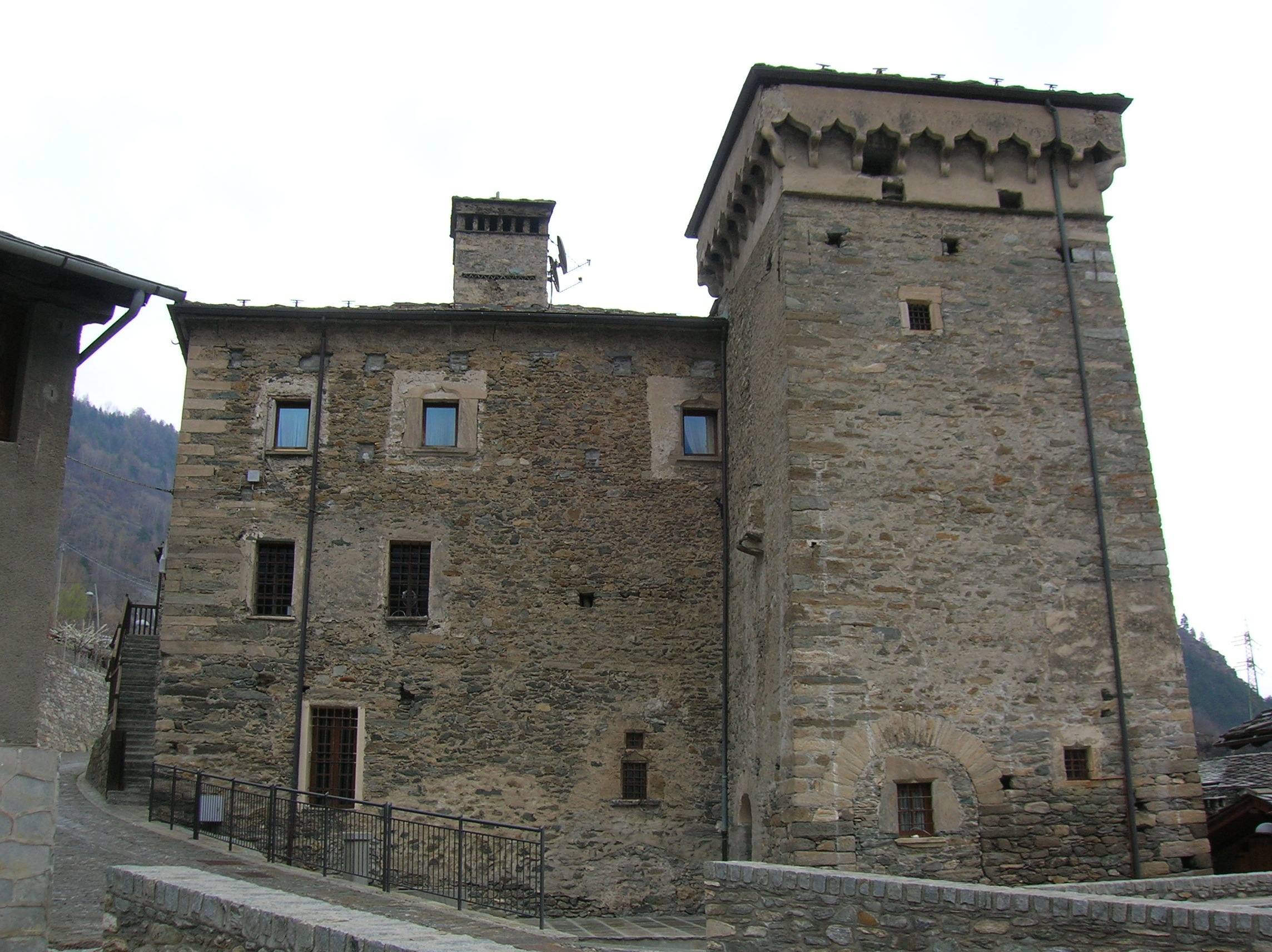
Le château d'Avise.

Les membres de cette famille ont possédé les châteaux suivants :
- maison-forte de Rochefort,
- maison-forte de Planaval,
- maison-forte de Montmeilleur,
- maison-forte de Runaz,
- maison-forte Ducres, à Avise,
- deux châteaux, situés au chef-lieu d'Avise : château dit de Blonay, le plus ancien, et celui d'Avise.

- château de Blonay
- château du Cré
- château de Montmayeur
- maison de Mosse

## Pour approfondir

### Fonds d'archives
- Fausta Baudin, « Inventaire du Fonds d'Avise », Archivum augustanum, vol. Sources et documents d’histoire valdôtaine publiés par les Archives Historiques Régionales sous la direction de M. Costa, no IX, nouvelle série,‎ 2010, p. 242.